# Cryptocisus laevis
Cryptocisus laevis is een pissebed uit de familie Cryptoniscoidea incertae sedis. De wetenschappelijke naam van de soort is voor het eerst geldig gepubliceerd in 1977 door Schultz.